# Kloster Chaloché
Das Kloster Chaloché ist eine ehemalige Zisterzienserabtei in Frankreich.

## Lage
Die ehemalige Abtei liegt im Ortsteil Chaumont-d’Anjou der Gemeinde Jarzé Villages im Département Maine-et-Loire in der Region Pays de la Loire, rund 24 Kilometer nordöstlich von Angers.

## Geschichte
Das 1121 auf einem von Hamelin d’Ingrandes gestifteten Gelände gegründete Kloster gehörte der Kongregation von Savigny an. Es kam mit dieser im Jahr 1147 zum Zisterzienserorden und unterstellte sich der Filiation der Primarabtei Clairvaux. Durch Stiftungen des angevinischen Adels, vor allem derer von Mathefelon, wurde es schnell reich. Die Kirche wurde 1223 geweiht. Die Gebäude wurden gegen Ende des 17. Jahrhunderts neu errichtet. 1790 zählte das Kloster nur sechs Mönche. Nach der Auflösung im Zug der französischen Revolution 1790 wurde das Kloster größtenteils abgebrochen.

## Bauten und Anlage
Von der romanischen Kirche sind nurmehr einige Reste des rechten Querschiffarms vorhanden. Von der Klausur ist noch der der Kirche gegenüberliegende Flügel vorhanden. Weiter steht noch das frühere Abtshaus. Auch eine rund 62 m lange Scheune aus dem 13. Jahrhundert ist erhalten geblieben. Eine Kapelle aus derselben Zeit dient als Wohngebäude.